# Église Saint-Vincent de Podensac
Pour les articles homonymes, voir Église Saint-Vincent.
L'église Saint-Vincent est une église catholique située dans la commune de Podensac, dans le département de la Gironde, en France.

## Localisation
L'église se trouve au cœur du village, sur la place Gérard Busset, à l'extrémité de la rue d'Angleterre, en venant de la route départementale D1113.

## Historique
Construit sur l'emplacement d'une chapelle romane dont il ne reste aucun vestige, l'édifice a été construit au XVIe siècle, à partir de 1530, en style gothique tardif ; bombardé en 1649, inondé en 1770, il a vu son sol intérieur rehaussé en raison de crevasses dues aux tombes intérieures puis sa façade et son clocher ont été refaits durant la seconde moitié du XIXe siècle ; il est inscrit au titre des monuments historiques par arrêté du 21 novembre 1925.

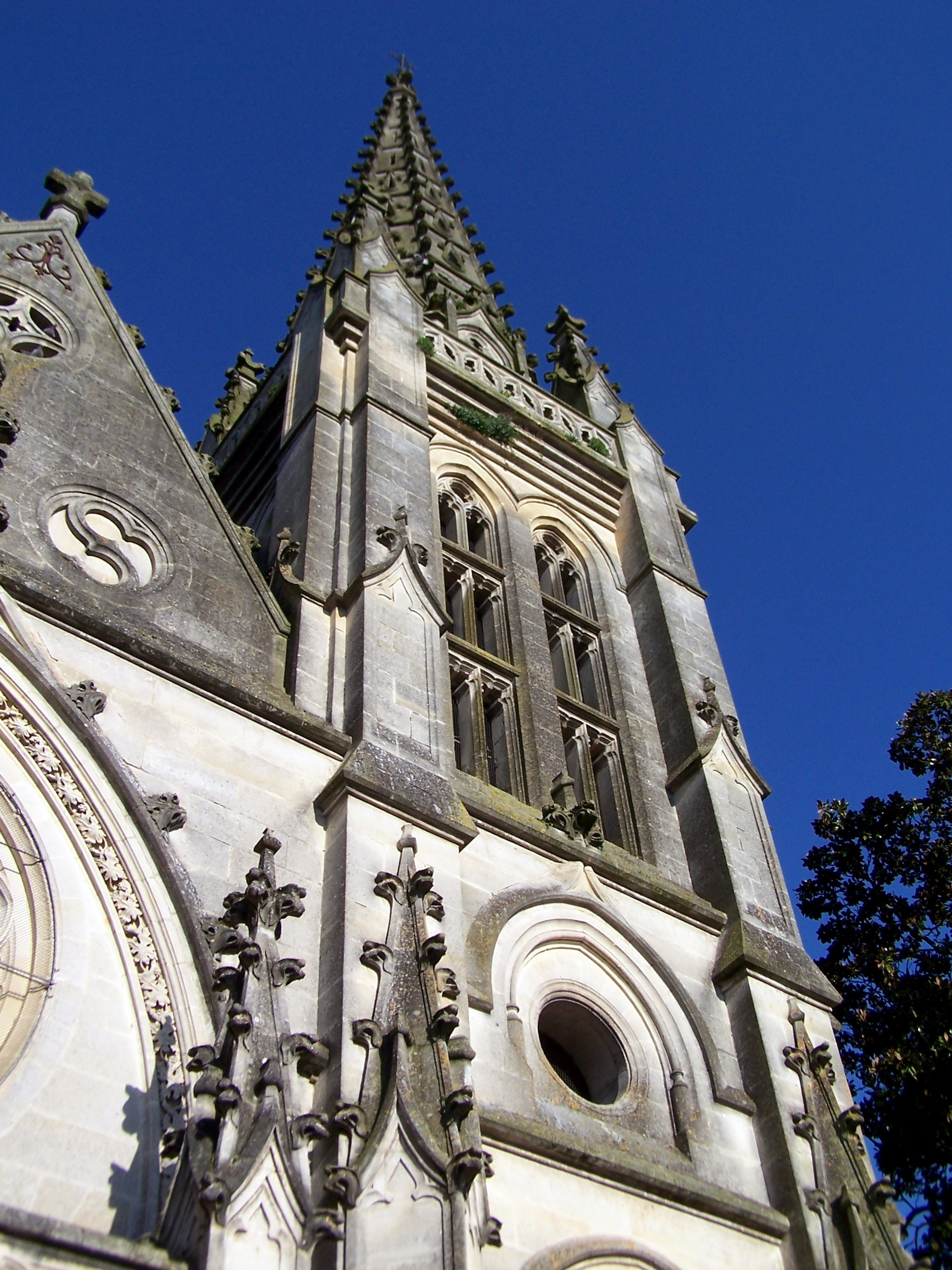
Le clocher (avr. 2013)
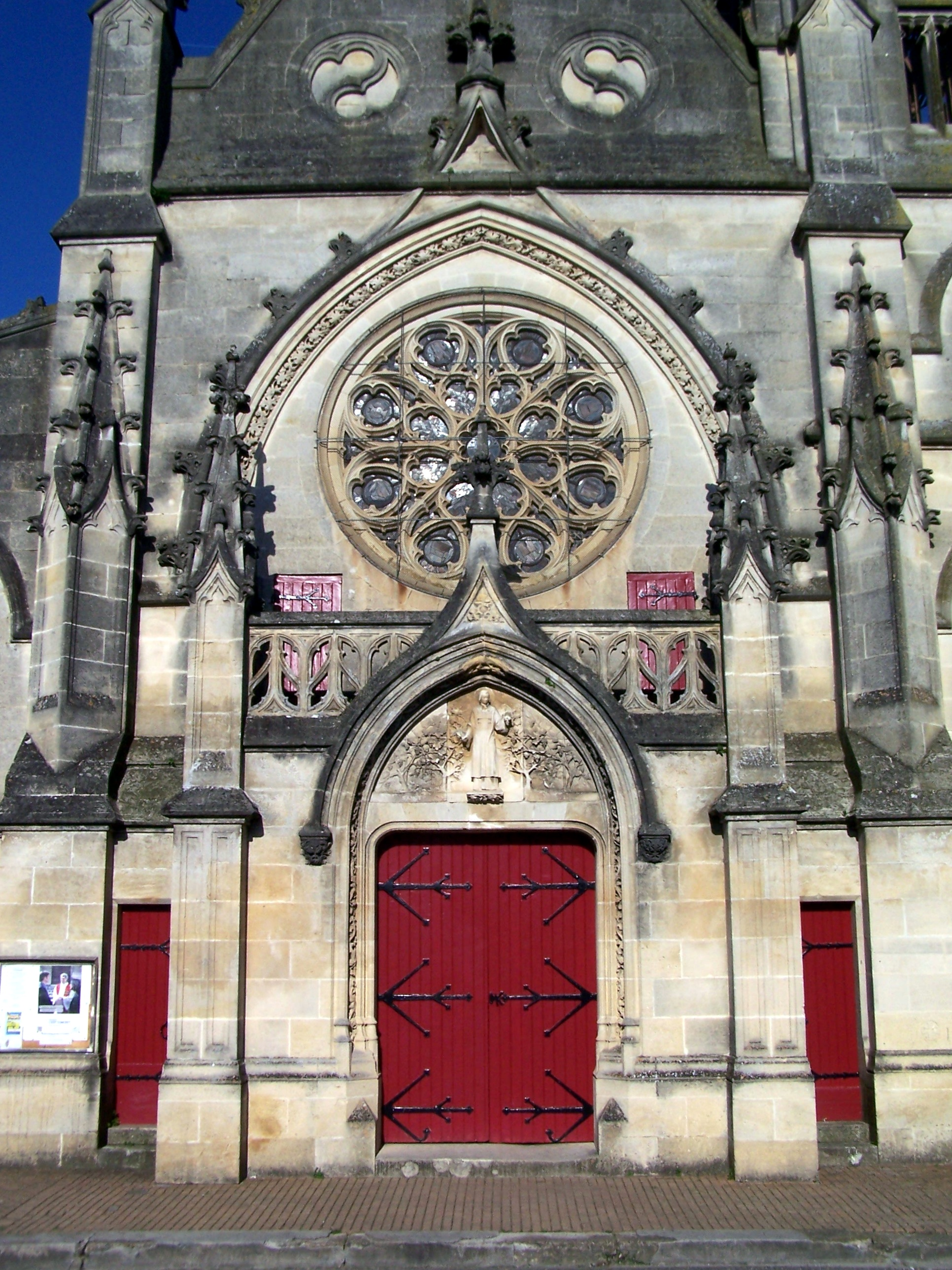
Façade ouest et portail (avr. 2013)
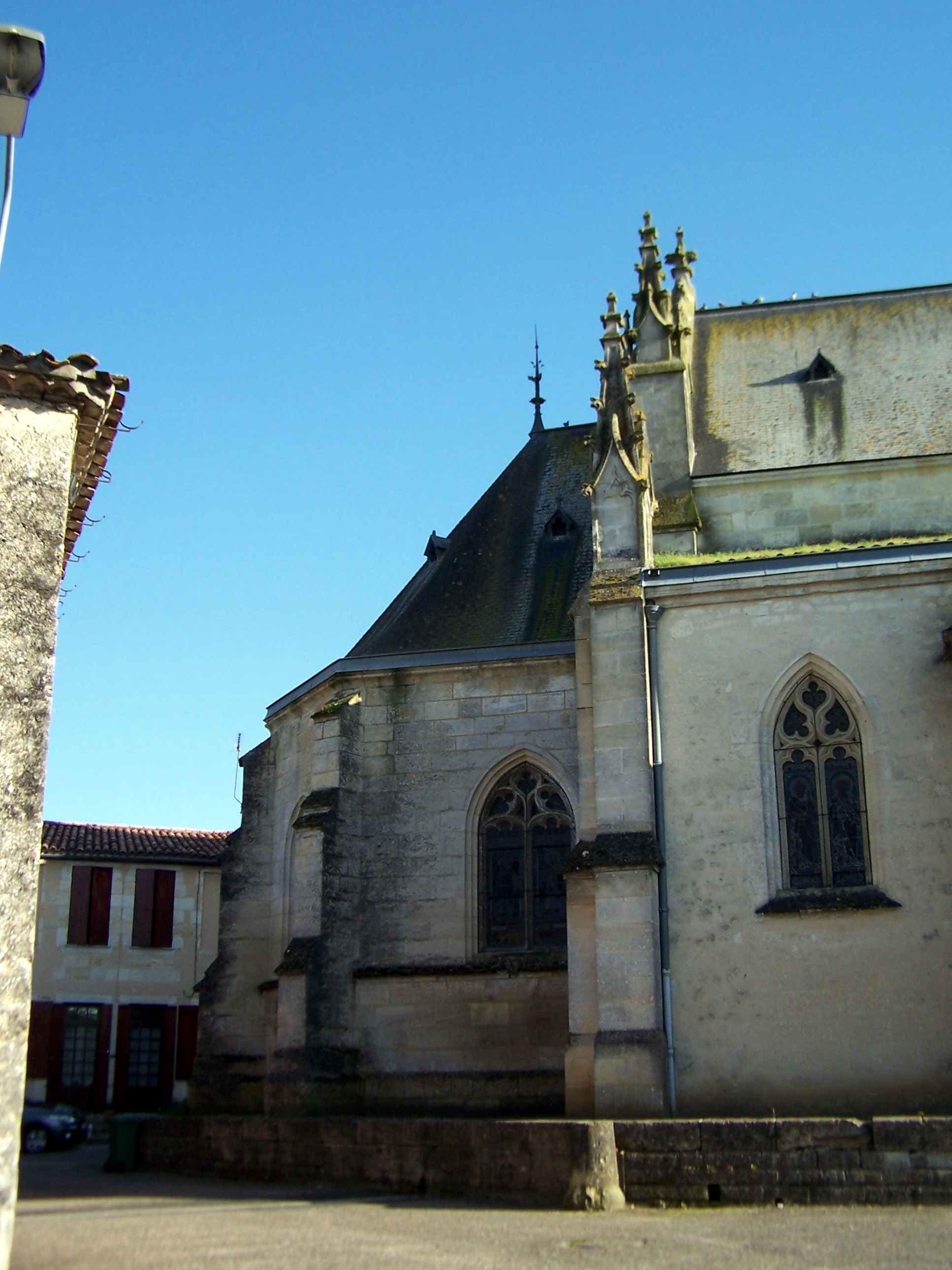
Le chevet (avr. 2013)
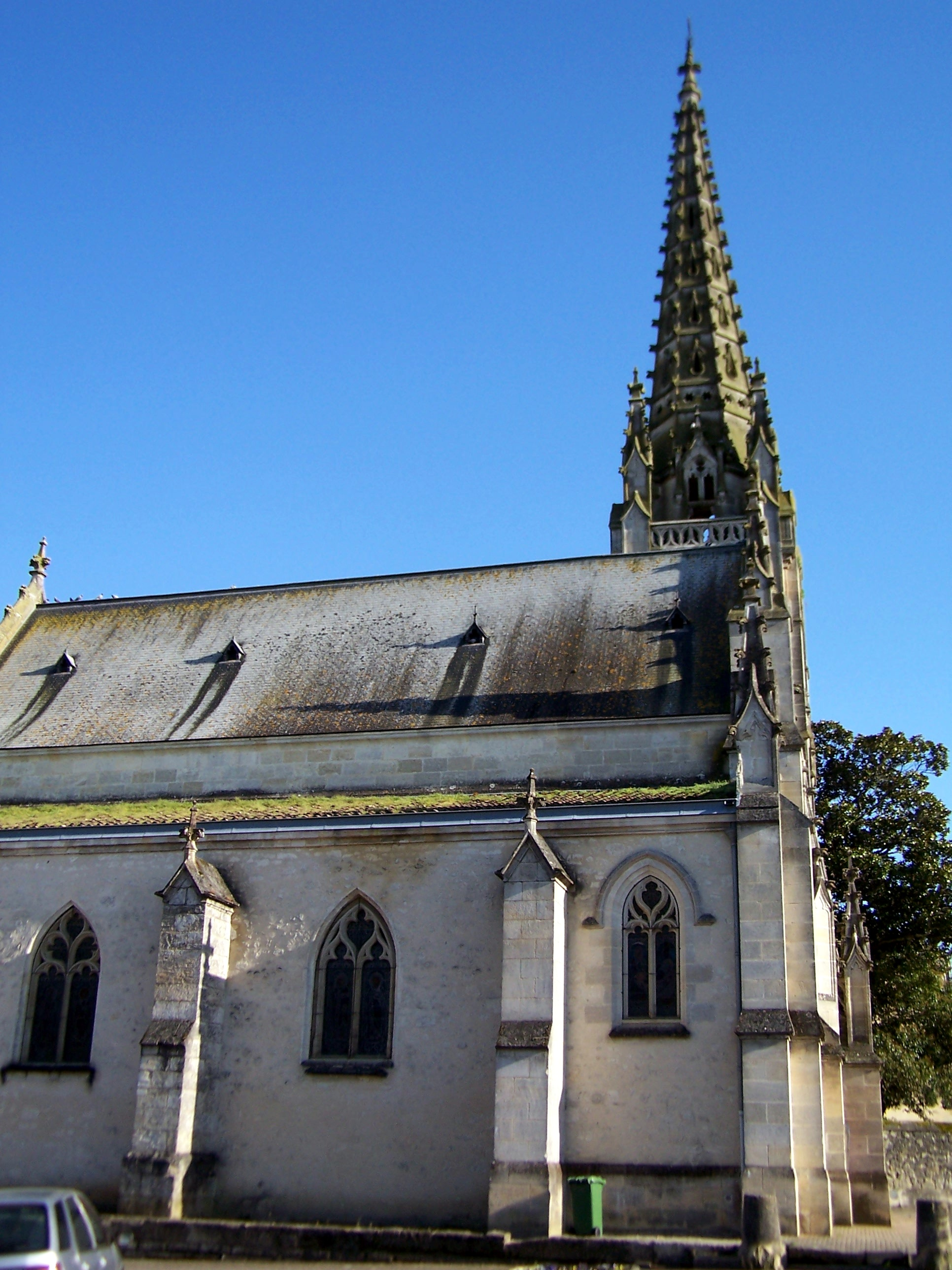
Vue latérale nord (avr. 2013)